# Ape Academy
Ape Academy (ou Ape Escape Academy) est un jeu vidéo de type party game sorti en 2004 sur PlayStation Portable. Le jeu a été développé par SCE Japan Studio et édité par Sony Computer Entertainment.